# Onew
Lee Jin-ki (tiếng Hàn: 이진기, sinh ngày 14 tháng 12 năm 1989), thường được biết đến với nghệ danh Onew, là một nam ca sĩ, nhạc sĩ, diễn viên và dẫn chương trình người Hàn Quốc. Sinh ra và lớn lên ở Gwangmyeong, Gyeonggi-do, Onew được SM Academy Casting tuyển chọn vào năm 2006 và kí hợp đồng với SM Entertainment sau buổi tuyển chọn. Anh ra mắt ở vị trí hát dẫn và nhóm trưởng của nhóm nhạc nam SHINee vào tháng 5/2008, một trong những nghệ sĩ bán chạy nhất Hàn Quốc. 
Trong sự nghiệp ca hát, anh đã hát nhạc phim cho rất nhiều chương trình truyền hình và hợp tác với nhiều nghệ sĩ. Anh ra mắt với tư cách một nghệ sĩ solo vào ngày 5 tháng 12 năm 2018 với mini album đầu tiên, Voice, 5 ngày trước nghĩa vụ quân sự của anh vào ngày 10 tháng 12 năm 2018. Album này đã đạt vị trí thứ hai trên bảng xếp hạng Gaon Album Chart Hàn Quốc. Anh tiếp tục phát hành mini album thứ hai mang tên Dice vào ngày 11 tháng 4 năm 2022, đạt vị trí thứ ba trên bảng xếp hạng Album Gaon. Onew cũng tham gia viết nhạc cho chính mình và SHINee.
Trong sự nghiệp diễn xuất, Onew đã tham gia vào nhiều vở nhạc kịch, như Rock of Ages (2010), Shinheung Military Academy (2019), và Midnight Sun (2021-2022) và một số bộ phim truyền hình, nổi bật là vai Baek Su trong bộ phim sitcom của JTBC Welcome to Royal Villa (2013)  và bác sĩ thực tập khoa tim Lee Chi-hoon trong bộ phim truyền hình nổi tiếng của KBS2 Hậu duệ mặt trời (2016) .

## Sự nghiệp

### 2008–2010: Bắt đầu sự nghiệp và ra mắt với SHINee
Bài chính: SHINee
Onew được tuyển chọn vào năm 2006 tại SM Academy Casting. Anh rất được chủ tịch SM Entertainment là Lee Soo-man khen ngợi ở showcase ra mắt của Girls' Generation. Lee Soo-man đã để ý anh và muốn nghe anh hát ngay tại nơi thử giọng. Anh đã kí hợp đồng với công ty ngay sau ngày thu âm. Năm 2008, anh được chọn là trưởng nhóm nhạc SHINee, và nhóm nhạc năm người đã ra mắt vào ngày 25 tháng 5 năm 2008 trên sân khấu SBS Inkigayo. 
Không lâu sau khi ra mắt, Onew đã được góp giọng trong các bài hát của ca sĩ Lee Hyun-ji là "Vanilla Love" và "Vanilla Love Part 2". Năm 2009, anh đã song ca với thành viên Girls' Generation Jessica trong mini album Genie. Cùng năm đó, anh cũng song ca cùng với ca sĩ Kim Yeon-woo trong bài hát "The Name I Loved" cho album thứ ba của SHINee 2009, Year of Us.

### 2010–2017: Tham gia nhạc kịch, bắt đầu diễn xuất và những hoạt động cá nhân
Năm 2010, Onew thử sức với sáng tác nhạc và cùng với thành viên Minho viết lời cho bài hát "Your Name" trong album phòng thu thứ hai của SHINee Lucifer. Ngoài ra, Onew còn trở thành MC cho hai chương trình - KBS2 Night Star  cùng với Shin Dong-yup, Yoon Jong-shin, đạo diễn Jang Hang Joon và Gil (Leessang), và MBC Show! Music Core. Kể từ đó, Onew đã dẫn một vài sự kiện, như Dream Concert, Incheon Kpop Concert và sự kiện đặc biệt của Mnet ở Đài Loan tên là Xin chào Đài Loan. 

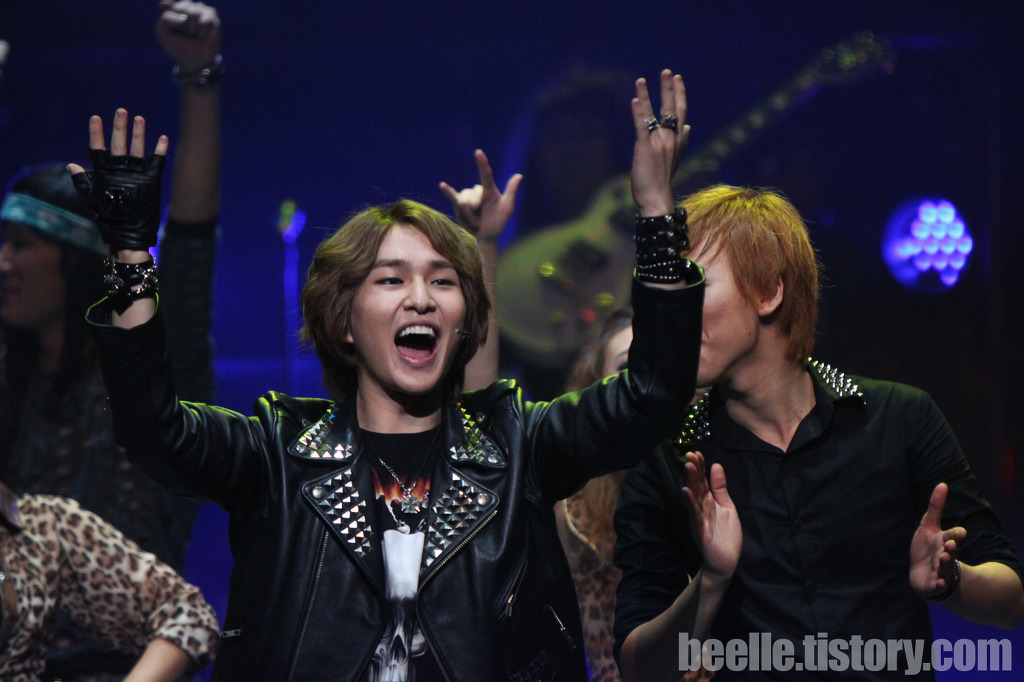
Onew tham gia vở nhạc kịch Rock of Ages, 16/09/2010

Onew đã tham gia nhiều vở nhạc kịch từ năm 2010, ra mắt với vở Brothers Were Brave cùng với ca sĩ Lee Ji-hoon. Sau đó, anh tham gia vở nhạc kịch Rock Of Ages với vai diễn chính Drew. Onew cũng đã khoe khả năng diễn xuất của mình qua những vai quần chúng trong các chương trình truyền hình như chàng bác sĩ vụng về trong bộ phim Dr. Champ. Anh cũng xuất hiện trong tập cuối của bộ phim. Anh còn đảm nhiệm vai quần chúng trong các bộ phim Athena: Goddess of War, Oh My God x2, Pure Love và sitcom Royal Villa. Tháng 8/2012, Onew thu âm bài hát "In Your Eyes" cho bộ phim To the Beautiful You. Onew cũng hát nhạc phim "Moonlight" cho bộ phim Hoa hậu Hàn Quốc. Bài hát được phát hành vào ngày 01/03/2014.
Vào ngày 14/01/2014, Onew được xác nhận sẽ tham gia vào bản Borneo của chương trình thực tế Law of the Jungle. Trước đó anh cũng được chọn vào bản Brazil, nhưng bị thay thế vì lý do lịch trình. Ngoài hoạt động với nhóm và nghề MC, Onew cũng có kinh nghiệm trong dẫn các chương trình radio và tiếp quản các chương trình Kiss the Radio, một chương trình radio nổi tiếng của KBS Cool FM với những đồng nghiệp cùng công ty là Super Junior. Tháng 6/2014, anh lên kế hoạch sẽ xuất hiện trong vở nhạc kịch Singin' in the Rain nhưng không thể tham gia vì đang phẫu thuật thanh quản.

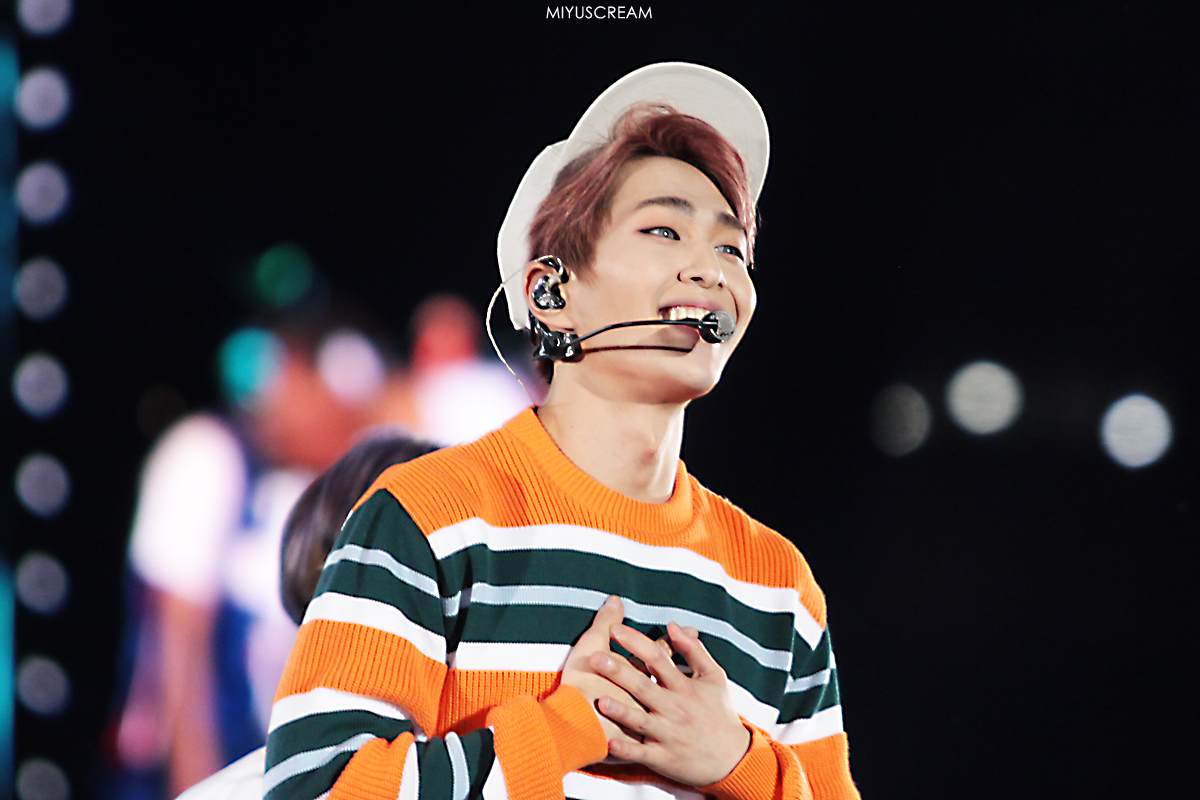
Onew ở Dream Concert, tháng 5, 2015

Năm 2016, Onew được chọn tham gia bộ phim truyền hình Hậu duệ Mặt trời do Song Hye-kyo và Song Joong-ki đóng chính. Anh đóng vai bác sĩ thực tập năm đầu tiên Lee Chi-hoon, hậu bối của nhân vật của Song Hye-kyo. Bộ phim là một thành công lớn, đặc biệt là ở Trung Quốc, nơi bộ phim đạt được hơn 2 tỉ lượt xem trên nền tảng xem phim iQiyi. Ở Hàn Quốc, bộ phim cũng rất thành công với lượt rating hơn 30% trên toàn quốc. Onew được trao giải Tân binh của năm ở Scene Stealer Festival 2016 cho vai diễn trong Hậu duệ Mặt trời. Onew cũng xác nhận sẽ tham gia vào chương trình mới của tvN Eat, Sleep, Eat phục vụ những thực đơn vùng Đông Nam Á. Ngày 12/8, Onew và Lee Jin-ah phát hành ca khúc "Starry Night", một ca khúc thuộc SM Station, một dự án âm nhạc của SM Entertainment. Bài hát là thành quả của rất nhiều nghệ sĩ, bao gồm Andreas Oberg, một guitarist và nhạc sĩ người Thuỵ Điển, và ca sĩ-nhà soạn nhạc Yoo Hee-yeol. Vào tháng 10/2016, Onew viết lời cho bài hát "So Amazing" cho album phòng thu thứ năm của SHINee 1 of 1, và bài hát "Beautiful Life" cho bản tái phát hành 1 and 1. 
Tháng 5/2017, Onew và bộ đôi indie Rocoberry phát hành bài hát "Lullaby", một phần của dự án SM Station. Tháng 6/2017, Onew xuất hiện trong MV "I Don't Know You" của Heize. Tháng 8/2017, không lâu trước khi bộ phim Age of Youth 2 ra mắt, Onew dính líu tới cáo buộc quấy rối tình dục và quyết định rút khỏi bộ phim sau khi thảo luận với ekip. Onew đóng băng hoạt động và không tham gia vào những show còn lại trong tour diễn của SHINee năm 2017 tại Nhật Bản. Ngày 06/04/2018, sau tám tháng điều tra, cơ quan công tố đã phủ nhận mọi cáo buộc nhắm vào anh.

### 2018–2021: Ra mắt solo vớiVoicevà nghĩa vụ quân sự
Tháng 5/2018, Onew xuất hiện trong album phòng thu thứ năm của ca sĩ Kim Yeon Woo trong bài hát "Play the Field" với tư cách người viết lời. Đây chính là lần đầu tiên anh tham gia viết lời cho một ca sĩ không phải là SHINee. 
Mini album ra mắt của Onew, Voice, được phát hành vào này 5/12/2018 với bài hát chủ đề "Blue". Album này còn bao gồm hai bài hát được Onew tham gia sáng tác, "Shine On You" và "Illusion". Album đã đạt vị trí thứ hai trên Gaon Album Chart Hàn Quốc. Onew không thể quảng bá album này khi anh tham gia nghĩa vụ quân sự bắt buộc vào ngày 10/12/2018, chỉ năm ngày sau khi phát hành album.
Tháng 1/2019, Onew tham gia vở nhạc kịch quân đội Shinheung Military Academy, kể về câu chuyện của những người trẻ nổi loạn chiến đấu để giành lại độc lập từ Nhật Bản. Ngày 11/04/2019, anh biểu diễn một phần của buổi nhạc kịch tại ngày 100 năm thành lập chính phủ lâm thời Hàn Quốc. Onew tham gia một vở nhạc kịch khác vào tháng 8/2019 với thành viên EXO Xiumin. Anh được chọn vào một vở nhạc kịch quân đội tên là Return: The Promise of That Day với vai diễn Seung-ho lúc trẻ chiến đấu trong Chiến tranh Triều Tiên. Đây là một vở nhạc kịch nguyên bản xoay quanh chủ đề khai quật thi thể của những chiến binh anh dũng hi sinh bản thân để bảo vệ Tổ quốc trong Chiến tranh Triều Tiên.
Onew chính thức xuất ngũ vào ngày 8/7/2020, sớm hơn dự định 12 ngày vì tình hình dịch bệnh COVID-19 ở Hàn Quốc. 
Tháng 1/2021, Onew trở lại các hoạt động cùng với SHINee. Ngày 4/2/2021, Onew phát hành bài hát "Shadow", nhạc phim Breakup Probation: One Week. Tháng 5/2021, Onew được chọn vào vở nhạc kịch Midnight Sun với vai nam chính Ha-ram. Onew còn phát hành hai bài hát cho vở nhạc kịch, "Meet Me When the Sun Goes Down" và "Good-bye Days" hợp tác cùng với Kei. Tháng 7/2021, Onew là một thành viên cố định của show thực tế Sea of Hope, nơi những người nổi tiếng nấu ăn và hát cùng khách mời. Ngày 3/8/2021, Onew phát hành bài hát "Dear My Spring", nhạc phim cho bộ phim truyền hình You Are My Spring. Tháng 9/2021, Onew là thành viên cố định của March of the Ants Chapter 5, một show thực tế về đầu tư vào thị trường. Ngày 5/10/2021, Onew và Elaine phát hành bài hát "Blue", nhạc phim cho bộ phim truyền hình High Class.
Tháng 12/2021, Onew được chọn để tham gia show thực tế Soldier Idol Camp của SM C&C Studio và series phim kinh dị ngắn 4 Minutes and 44 Seconds. Ngày 6/12/2021, Onew và Punch phát hành bài hát "Way" thuộc dự án SM Station. Lời bài hát được viết bởi Onew và nhạc sĩ nổi tiếng Kim Eana. Ngày 27/12/2021, Onew và các đồng nghiệp cùng công ty là Kyuhyun và Taeil phát hành bài hát "Ordinary Day" cho album mùa đông của SM Entertainment 2021 Winter SM Town: SMCU Express.

### 2022–nay:Dice, ra mắt solo tại Nhật Bản và chuyến lưu diễn cá nhân đầu tiên
Ngày 27/2, Onew phát hành bài hát "Mind Warming", nhạc phim cho bộ phim truyền hình Dự Báo Tình Yêu và Thời Tiết. Tháng 3, Onew được công bố sẽ trở lại vai diễn Ha-ram cho lần sản xuất năm 2022 của vở nhạc kịch Midnight Sun. Trong các bài hát cho vở nhạc kịch phát hành ngày 30/4, Onew tham gia vào hai bài hát, "The Sun is in My Eyes" và "A Melody Called You" hợp tác cùng Kim Nam-joo.
Ngày 11/4, mini album thứ hai của Onew, Dice, được phát hành với bài hát chủ đề cùng tên, đánh dấu sự trở lại đầu tiên của Onew sau khi xuất ngũ và lần đầu tiên quảng bá với tư cách một ca sĩ solo. Anh từng đề cập rằng anh tìm kiếm sự đa dạng trong mini album này, giống như một khối sáu mặt, album bao gồm sáu bài hát khoe ra những khía cạnh khác nhau của anh là một ca sĩ solo. Một trong những bài hát đó là "In the Whale", một bài hát Onew viết lời đặc biệt thể hiện sự cảm kích và lòng biết ơn của anh đối với người hâm mộ. Mini album này đã đạt vị trí thứ ba trên Gaon Album Chart.
Onew phát hành mini album digital Who Sings? Vol.1 vào ngày 1/6, một bản phát hành trước của album ra mắt tại Nhật của anh. Mini album bao gồm bốn bài hát được cover lại: "Kirakira" của Kazumasa Oda, được phát hành trước vào nửa đêm ngày 18/5, "Uroko" của Motohiro Hata, được phát hành vào nửa đêm ngày 25/5, "Everything" của Misia, và "Yasashii Kissete" của Dreams Come True.
Ngày 6/7, Onew sẽ phát hành album phòng thu tiếng Nhật đầu tiên của anh, Life Goes On. Album sẽ bao gồm 10 bài hát với 6 bài hát tiếng Nhật và 4 bài hát được cover đã được phát hành trước ở Who Sings? Vol. 1. Sau đó, anh sẽ bắt đầu chuyến lưu diễn tại Nhật, khởi hành với Tokyo vào ngày 8/7.

## Đời sống cá nhân
Onew là con một trong gia đình. Anh có hứng thú với âm nhạc từ khi còn nhỏ khi anh bắt đầu học chơi piano. Sau đó, đam mê đã truyền cảm hứng cho anh theo đuổi ngành âm nhạc. Onew tốt nghiệp ở trường phổ thông công nghệ thông tin Gwangmyeong. Vào năm tốt nghiệp, anh là người có điểm cao thứ hai trong khoá và có điểm thi SAT cao nhất cả nước. Anh bắt đầu học tại Đại học Chungwoon chuyên ngành phát thanh âm nhạc. Sau khi nhận tấm bằng cử nhân, anh tiếp tục theo học tại trường cho tấm bằng thạc sĩ chuyên ngành âm nhạc thường thức.

## Giọng hát
Onew là một trong những giọng ca hát chính cho SHINee và nổi tiếng với màu giọng đặc biệt cá tính cùng giọng nói điềm tĩnh và nhẹ nhàng, tạo nên nền tảng thanh nhạc rất vững chắc cho nhóm cùng với thành viên Jonghyun. Tháng 6/2014, Onew trải qua một ca cắt bỏ dây thanh âm và phẫu thuật tái tạo niêm mạc thanh quản, anh không thể hát trong vài tháng. Tháng 12/2014, huấn luyện viên thanh nhạc của Onew là Kim Yeon-woo đã bật mí trong một buổi phát sóng radio rằng tình trạng của Onew đã cải thiện sau ca phẫu thuật. Anh cũng xác nhận rằng quãng giọng của Onew đã "cải thiện và cậu ấy có thể nói chuyện một cách thoải mái".

## Các hoạt động từ thiện
Để ủng hộ Onew trong vở nhạc kịch Rock of Ages, năm 2010, người hâm mộ của anh đã quyên góp 1.44 tấn gạo, một hoạt động khá phổ biến của người hâm mộ tại Hàn Quốc, với hi vọng rằng thần tượng sẽ quyên góp chúng cho một quỹ từ thiện do họ tuỳ chọn - Onew đã quyên góp chúng cho những trẻ em Bắc Triều Tiên thông qua Chương trình Phát triển Trẻ em. Onew cũng đã quyên góp 770kg gạo cho trẻ em gặp khó khăn tại Hàn Quốc vào tháng 5/2010. Năm 2016, Onew đã quyên góp khoảng 1.2 triệu won cho Hiệp hội Tim mạch Hàn Quốc.

## Tranh cãi

### Các cáo buộc quấy rối
Tháng 8/2017, Onew bất ngờ gây tranh cãi khi vướng cáo buộc quấy rối tình dục. Một nạn nhân của Onew đã khai rằng vào ngày 12/8, trong một hộp đêm tại Gangnam, Onew trong khi say rượu đã vô tình chạm vào chân của cô từ 2-3 lần khi anh đang cố gắng đứng lên. Chuyện này diễn ra trong suốt 4 phút trong khi cô ta đang nhảy trên sàn hộp đêm, gần chỗ Onew đang ngồi. Tuy nhiên sau này, cô ta  nhận ra rằng vụ việc xảy ra là do Onew bị say rượu, không có dấu hiệu tỉnh táo nên đã quyết định rút đơn tố cáo nam ca sĩ. Sau bốn tháng đóng băng hoạt động, Onew đã viết tâm thư xin lỗi và anh đã được đông đảo fan hâm mộ tha thứ, nhưng cũng có một số người vãn chưa buông tha cho anh, vẫn yêu cầu anh phải rời khỏi nhóm Shinee. Ngày 5/4/2018, SM Entertainment tuyên bố rằng mọi cáo buộc chống lại anh đã bị phía cơ quan công tố phủ nhận.

## Danh sách đĩa nhạc
Với những sản phẩm của Onew với SHINee, xem bài Danh sách đĩa nhạc của SHINee.

### Album phòng thu

#### Danh sách album phòng thu cùng với vị trí trên bảng xếp hạng và doanh số
| Tiêu đề      | Chi tiết | Vị trí cao nhất trên bảng xếp hạng | Vị trí cao nhất trên bảng xếp hạng | Vị trí cao nhất trên bảng xếp hạng | Doanh số       |
| Tiêu đề      | Chi tiết | KOR                                | JPN                                | US World                           | Doanh số       |
| ------------ | --- | ---------------------------------- | ---------------------------------- | ---------------------------------- | -------------- |
| Life Goes On | - Phát hành: 6 tháng 7 năm 2022 (Nhật Bản) - Hãng đĩa: EMI Records Japan, Universal Music Japan - Định dạng: Đĩa CD, digital download, streaming | Chưa phát hành                     | Chưa phát hành                     | Chưa phát hành                     | Chưa phát hành |

### Mini album

#### Danh sách mini album cùng với vị trí trên bảng xếp hạng và doanh số
| Tiêu đề           | Chi tiết | Vị trí cao nhất trên bảng xếp hạng | Vị trí cao nhất trên bảng xếp hạng | Vị trí cao nhất trên bảng xếp hạng | Vị trí cao nhất trên bảng xếp hạng | Doanh số                    |
| Tiêu đề           | Chi tiết | KOR                                | FRA Digital                        | JPN                                | US World                           | Doanh số                    |
| ----------------- | --- | ---------------------------------- | ---------------------------------- | ---------------------------------- | ---------------------------------- | --------------------------- |
| Voice             | - Phát hành: 5 tháng 12 năm 2018 (Hàn Quốc) - Hãng đĩa: SM Entertainment - Định dạng: Đĩa CD, digital download, streaming                        | 2                                  | 125                                | 24                                 | 8                                  | - KOR: 71,501 - JPN: 10,237 |
| Dice              | - Phát hành: 11 tháng 4 năm 2022 (Hàn Quốc) - Hãng đĩa: SM Entertainment - Định dạng: Đĩa CD, digital download, streaming                        | 3                                  | Không có dữ liệu                   | 15                                 | -                                  | - KOR: 139,695 - JPN: 7,964 |
| Who Sings? Vol. 1 | - Phát hành: 1 tháng 6 năm 2022 (Nhật Bản) - Hãng đĩa: EMI Records Japan, Universal Music Japan - Định dạng: Đĩa CD, digital download, streaming | -                                  | Không có dữ liệu                   | -                                  | -                                  | Không có dữ liệu            |

### Đĩa đơn

#### Danh sách đĩa đơn cùng với vị trí trên bảng xếp hạng và doanh số
| Tiêu đề                                                        | Năm                       | Vị trí cao nhất trên bảng xếp hạng | Doanh số                  | Album                             |
| Tiêu đề                                                        | Năm                       | KOR                                | Doanh số                  | Album                             |
| Với tư cách nghệ sĩ chính                                      | Với tư cách nghệ sĩ chính | Với tư cách nghệ sĩ chính          | Với tư cách nghệ sĩ chính | Với tư cách nghệ sĩ chính         |
| -------------------------------------------------------------- | ------------------------- | ---------------------------------- | ------------------------- | --------------------------------- |
| "Blue"                                                         | 2018                      | -                                  | Không có dữ liệu          | Voice                             |
| "Dice"                                                         | 2022                      | 16                                 | Không có dữ liệu          | Dice                              |
| "Kirakira" (キラキラ)                                          | 2022                      | -                                  | Không có dữ liệu          | Life Goes On                      |
| "Uroko" (鱗(うろこ))                                           | 2022                      | -                                  | Không có dữ liệu          | Life Goes On                      |
| "Life Goes On"                                                 | 2022                      | -                                  | Không có dữ liệu          | Life Goes On                      |
| Hợp tác                                                        |                           |                                    |                           |                                   |
| "One Year Later" (với Jessica)                                 | 2009                      | -                                  | Không có dữ liệu          | Genie                             |
| "Starry Night" (với Lee Jin-ah)                                | 2016                      | 47                                 | - KOR: 65,044             | SM Station Season 1               |
| "Lullaby" (수면제) (với Roco của Roccoberry)                   | 2017                      | 60                                 | - KOR: 30,186             | SM Station Season 2               |
| "Way" (với Punch)                                              | 2021                      | 127                                | Không có dữ liệu          | SM Station Season 4               |
| "Ordinary Day" (với Kyuhyun và Taeil)                          | 2021                      | -                                  | Không có dữ liệu          | 2021 Winter SM Town: SMCU Express |
| Với tư cách nghệ sĩ phụ                                        |                           |                                    |                           |                                   |
| "Vanilla Love" (Lee Hyun-ji ft. Onew)                          | 2008                      | -                                  | Không có dữ liệu          | Kiss Me                           |
| "Vanilla Love Part 2" (Lee Hyun-ji ft. Onew)                   | 2009                      | -                                  | Không có dữ liệu          | Bài hát không thuộc album         |
| "Play the Field" (어장관리) (Kim Yeon-woo ft. Onew, Yoo In-na) | 2018                      | -                                  | Không có dữ liệu          | Forever Yours                     |
| Nhạc phim                                                      |                           |                                    |                           |                                   |
| "In Your Eyes"                                                 | 2012                      | 60                                 | - KOR: 82,605             | To The Beautiful You OST          |
| "Moonlight"                                                    | 2014                      | 54                                 | - KOR: 53,095             | Miss Korea OST                    |
| "Shadow"                                                       | 2021                      | -                                  | Không có dữ liệu          | Breakup Probation: One Week OST   |
| "Good-bye Days" (với Kei)                                      | 2021                      | -                                  | Không có dữ liệu          | Midnight Sun 2021 OST             |
| "Meet Me When the Sun Goes Down"                               | 2021                      | -                                  | Không có dữ liệu          | Midnight Sun 2021 OST             |
| "Dear My Spring"                                               | 2021                      | -                                  | Không có dữ liệu          | You Are My Spring OST             |
| "Blue" (với Elaine)                                            | 2021                      | -                                  | Không có dữ liệu          | High Class OST                    |
| "Mind Warming" (마음주의보)                                    | 2022                      | -                                  | Không có dữ liệu          | Forecasting Love and Weather OST  |
| "The Sun is in My Eyes"                                        | 2022                      | -                                  | Không có dữ liệu          | Midnight Sun 2022 OST             |
| "Melody Called You" (với Kim Nam-joo)                          | 2022                      |                                    | Không có dữ liệu          | Midnight Sun 2022 OST             |

### MV ca nhạc

#### Danh sách các MV ca nhạc, năm sản xuất và đạo diễn
| Tiêu đề                               | Năm  | Đạo diễn                             | Ghi chú                                       | Chú thích |
| ------------------------------------- | ---- | ------------------------------------ | --------------------------------------------- | --------- |
| "Vanilla Love" (Lee Hyun-ji ft. Onew) | 2008 | Không biết                           |                                               | [ 114 ]   |
| "Starry Night" (với Lee Jin-ah)       | 2016 | Shinyoung Kim (Cobb Studio           | Hoạt hình                                     | [ 115 ]   |
| "Lullaby" (với Rocoberry)             | 2017 | Mustache Films                       |                                               | [ 116 ]   |
| "Don't Know You" (Heize)              | 2017 | Seong Wonmo (Digipedi)               |                                               | [ 117 ]   |
| "Blue"                                | 2018 | Lee Jung-hoon, Kim Gi-hee (Daysdaze) |                                               | [ 118 ]   |
| "Way"                                 | 2021 | Không biết                           | Lyric Video                                   | [ 119 ]   |
| "Dice"                                | 2022 | Kim Namsuk (Segaji Video)            |                                               | [ 120 ]   |
| "Kirakira"                            | 2022 | Raita Kuramoto                       | Với sự tham gia của Rena Takeda và Jin Suzuki | [ 121 ]   |

### Sáng tác nhạc
Tất cả những bản quyền sáng tác nhạc được lấy từ dữ liệu của Hiệp hội Bản quyền Âm nhạc Hàn Quốc hoặc sẽ được ghi chú cụ thể.
| Bài hát                     | Năm  | Nghệ sĩ                            | Đĩa nhạc                  | Viết cùng với                        |
| --------------------------- | ---- | ---------------------------------- | ------------------------- | ------------------------------------ |
| "Your Name"                 | 2010 | SHINee                             | Lucifer                   | Choi Min-ho                          |
| "Shout Out"                 | 2010 | SHINee                             | Lucifer                   | JQ (Makeumine Works), SHINee, Misfit |
| "So Amazing"                | 2016 | SHINee                             | 1 of 1                    |                                      |
| "Beautiful Life"            | 2016 | SHINee                             | 1 and 1                   |                                      |
| "Play the Field" (어장관리) | 2018 | Kim Yeon-woo (ft. Onew, Yoo In-na) | Forever Yours             | Postino                              |
| "Our Page"                  | 2018 | SHINee                             | The Story of Light        | SHINee, Kenzie                       |
| "Sunny Side"                | 2018 | SHINee                             | Bài hát không thuộc album | SHINee                               |
| "Illusion"                  | 2018 | Onew                               | Voice                     | Roco                                 |
| "Shine on You"              | 2018 | Onew                               | Voice                     |                                      |
| "Way"                       | 2021 | Onew (với Punch)                   | Bài hát không thuộc album | Kim Eana                             |
| "In the Whale"              | 2022 | Onew                               | Dice                      | Seo Ji-eum                           |

## Phim ảnh

### Phim điện ảnh
| Năm       | Tựa đề           | Phân vai   | Ghi chú                   | Chú thích |
| --------- | ---------------- | ---------- | ------------------------- | --------- |
| 2012      | I Am             | Chính mình | Phim tự truyện về SM Town | [ 122 ]   |
| 2015      | SMTOWN The Stage | Chính mình | Phim tài liệu về SM Town  | [ 123 ]   |
| Sắp chiếu | 4:44 Seconds     | Ki-cheol   |                           | [ 124 ]   |

### Phim truyền hình
| Năm  | Tên phim               | Phân vai                   | Ghi chú        | Chú thích |
| ---- | ---------------------- | -------------------------- | -------------- | --------- |
| 2010 | Dr. Champ              | Park Ki-young              | Vai quần chúng | [ 18 ]    |
| 2010 | Athena: Goddess of War | Chính mình                 | Vai quần chúng | [ 125 ]   |
| 2012 | Oh My God x2           | Chính mình                 | Vai quần chúng | [ 19 ]    |
| 2013 | Pure Love              | Anh họ của Choi Joon-young | Vai quần chúng | [ 126 ]   |
| 2013 | Welcome to Royal Villa | Baek-soo                   |                | [ 3 ]     |
| 2016 | Descendants of the Sun | Lee Chi Hoon               |                | [ 29 ]    |

### Chương trình truyền hình
| Năm       | Tựa đề                                         | Phân vai         | Chú thích |
| --------- | ---------------------------------------------- | ---------------- | --------- |
| 2010      | Night Star                                     | Dẫn chương trình |           |
| 2010-2011 | Show! Music Core                               | Dẫn chương trình |           |
| 2014      | Law of the Jungle - phiên bản Borneo và Brazil | Thành viên chính |           |
| 2016      | Eat, Sleep, Eat in Kudat                       | Thành viên chính |           |
| 2016      | Eat, Sleep, Eat in Sentosa                     | Thành viên chính |           |
| 2021      | Sea of Hope                                    | Thành viên chính | [ 127 ]   |

### Chương trình chiếu mạng
| Năm       | Tựa đề            | Phân vai         | Ghi chú | Chú thích |
| --------- | ----------------- | ---------------- | ------- | --------- |
| 2020-2022 | Jinki Jangpan     | Thành viên chính |         |           |
| 2021      | March of the Ants | Thành viên chính | Mùa 5   |           |
| 2021      | Soldier Idol Camp | Thành viên chính |         | [ 59 ]    |

## Nhạc kịch
| Năm  | Tên vở kịch                    | Phân vai          | Ghi chú   | Chú thích |
| ---- | ------------------------------ | ----------------- | --------- | --------- |
| 2010 | Brothers Were Brave            | Joo-Bong          | Vai phụ   |           |
| 2010 | Rock of Ages                   | Drew              | Vai phụ   |           |
| 2019 | Shinheung Military Academy     | Ji Chung-chun     | Vai chính | [ 45 ]    |
| 2019 | Return: The Promise of the Day | Seung-ho thời trẻ | Vai phụ   | [ 47 ]    |
| 2021 | Midnight Sun                   | Jung Ha-ram       | Vai chính | [ 51 ]    |
| 2022 | Midnight Sun                   | Jung Ha-ram       | Vai chính | [ 128 ]   |